# Сайнте, Максим
Максим Юэль Анн Мари Сайнте (швед. Maxime Joël Anne Marie Sainte; род. 25 октября 2001) — шведский футболист, полузащитник «Варберга».

## Клубная карьера
На молодёжном уровне выступал за «Стоксунд» и «Юрсхольм». В 2019 году перешёл в академию столичного АИК, где выступал за молодёжную команду до 19 лет. Однажды попал в заявку основной команды на матч группового этапа кубка страны с «Кальмаром», но на поле не появился. В июне 2020 года перешёл в «Оскарсхамн». В его составе провёл 26 матчей и забил три мяча в первом дивизионе. Следующие два сезона выступал за «Хаммарбю Таланг».
30 января 2023 года перешёл в «Варберг», заключив с клубом контракт, рассчитанный на четыре года. Впервые в футболке нового клуба появился на поле 18 февраля 2023 года в игре группового этапа кубка страны с «Эстерсундом». 17 апреля дебютировал в чемпионате Швеции в матче против «Сириуса», выйдя на замену в компенсированное ко второму тайму время вместо Элитона Жуниора.

## Клубная статистика
| Выступление      | Выступление      | Выступление      | Лига | Лига | Кубки | Кубки | Конт. кубки | Конт. кубки | Итого | Итого |
| Клуб             | Лига             | Сезон            | Игры | Голы | Игры  | Голы  | Игры        | Голы        | Игры  | Голы  |
| ---------------- | ---------------- | ---------------- | ---- | ---- | ----- | ----- | ----------- | ----------- | ----- | ----- |
| Оскарсхамн       | Дивизион 1       | 2020             | 26   | 3    | 2     | 2     | 0           | 0           | 28    | 5     |
| Оскарсхамн       | Итого            | Итого            | 26   | 3    | 2     | 2     | 0           | 0           | 28    | 5     |
| Хаммарбю Таланг  | Дивизион 1       | 2021             | 23   | 3    | 0     | 0     | 0           | 0           | 23    | 3     |
| Хаммарбю Таланг  | Дивизион 1       | 2022             | 18   | 1    | 0     | 0     | 0           | 0           | 18    | 1     |
| Хаммарбю Таланг  | Итого            | Итого            | 41   | 4    | 0     | 0     | 0           | 0           | 41    | 4     |
| Варберг          | Алльсвенскан     | 2023             | 2    | 0    | 1     | 0     | 0           | 0           | 3     | 0     |
| Варберг          | Итого            | Итого            | 2    | 0    | 1     | 0     | 0           | 0           | 3     | 0     |
| Всего за карьеру | Всего за карьеру | Всего за карьеру | 69   | 7    | 3     | 2     | 0           | 0           | 72    | 9     |